# Tiefland (pel·lícula)
Tiefland ("Terra baixa") és una pel·lícula d'òpera dramàtica de l'Alemanya Occidental de 1954 dirigida, produïda, coescrita, editada i protagonitzada per Leni Riefenstahl, i basada en l'òpera homònima de 1903 composta per Eugen d'Albert amb un llibret de Rudolph Lothar basat en l'obra catalana de 1896 Terra baixa d'Àngel Guimerà. La pel·lícula està coprotagonitzada per Bernhard Minetti, i és l'últim llargmetratge de Riefenstahl com a directora i actriu principal.
Riefenstahl va començar a desenvolupar el guió el 1934, i la pel·lícula es va rodar entre 1940 i 1944. Tanmateix, no es va completar al final de la Segona Guerra Mundial i finalment es va finalitzar i estrenar l'11 de febrer de 1954. El Llibre Guinness dels Rècords va ser considerat la pel·lícula amb el temps de producció més llarg de la història. Aquest rècord va ser superat posteriorment per El lladre i el sabater (amb 29 anys de producció, del 1964 al 1993), i existeixen pel·lícules amb temps de producció encara més llargs.
La pel·lícula de Riefenstahl és la segona pel·lícula de Tiefland basada en l'òpera, la primera va ser una pel·lícula muda del 1922, dirigida per Adolf E. Licho, amb Lil Dagover com a actriu principal. La pel·lícula muda americana anterior Marta of the Lowlands (1914) es basava en la traducció a l'anglès d'una traducció al castellà de l'obra de Guimerà.

## Argument
En Pere, un pastor, dorm a la seva cabana a les muntanyes pirinenques quan el seu ramat és atacat per un llop solitari. Es desperta per defensar les seves ovelles i aconsegueix escanyar el llop. Mentrestant, a les terres baixes catalanes del nord-est d'Espanya, es completa un canal que desvia l'aigua de les granges i els camps dels pagesos per alimentar els toros premiats del terratinent, Don Sebastià, marquès de Roccabruno. Rebutja arrogantment la petició d'aigua dels pagesos. Tanmateix, té deutes importants i necessita diners. La rica Amèlia té previst casar-se amb ell, però ell l'ofèn.
Marta, una "ballarina captaire", arriba al poble i entreté la gent. Sebastià la veu i se l'emporta al seu castell, encantat per la seva bellesa i gràcia. La manté com a mestressa en una "gàbia daurada". Marta li suplica que escolti la difícil situació dels camperols, però ell rebutja de nou la seva petició. Veient la seva arrogància i inhumanitat, fuig. S'esfondra esgotada a les muntanyes on Pere la troba i se l'emporta a la seva cabana. Els homes de Sebastià la localitzen i la tornen al castell.
En Sebastià, amb una necessitat urgent de resoldre les seves finances, idea un pla. Es casarà amb l'Amèlia, però mantindrà la Marta com a amant; vol que es casi amb algú que pugui manipular i controlar. En Pere rep l'ordre de casar-s'hi i és instal·lat en un molí sota el control d'en Sebastià. Per això, la Marta menysprea en Pedro al principi; però un cop s'adona que s'hi va casar per amor, respon. En Sebastià arriba per estar amb la seva amant. Es produeix una baralla, i en Pere l'estrangularà com havia fet amb el llop. A l'escena final, en Pere i la Marta caminen cap a les muntanyes.

## Producció
Riefenstahl va començar a treballar en el guió el 1934, però el va arxivar quan es va involucrar més en pel·lícules de propaganda nazi. Després de l'inici de la Segona Guerra Mundial, i pertorbada per les atrocitats que va presenciar, es va fer dispensar del rodatge de documentals de guerra. Utilitzant la seva influència com a cineasta preferida de Hitler, va dirigir la seva pròpia productora, Riefenstahl Film, GmbH, independentment del control de Joseph Goebbels, que supervisava les activitats culturals i de propaganda. Finançada per Hitler amb diners del partit nazi i del govern, va romandre fora del control de Goebbels. Finalment, Goebbels no hi va estar content, ja que el projecte va tenir dificultats i sobrecostos. Reprenent el seu treball a Tiefland, Riefenstahl va començar a filmar a Espanya el 1940, però obligada pels esdeveniments bèl·lics aviat va traslladar la seva feina als Alps, a Alemanya al Karwendel i a Itàlia al Rosengarten de les Dolomites, així com als estudis Babelsberg de Berlín. Prop de Mittenwald, es va reconstruir el poble espanyol de Roccabruno. Tot i que la premsa alemanya va anticipar l'estrena de la pel·lícula el 1941, la producció va resultar ser molt més difícil i costosa, i el rodatge a l'aire lliure va durar fins al 1944. El 1941, Goebbels es va queixar del "malbaratament de diners", i un any més tard ho va qualificar de "niu de rates d'embolics". Els problemes es van agreujar per la depressió i altres malalties de Riefenstahl, el mal temps, els accidents i la dificultat d'organitzar actors i personal durant la guerra. Finalment, amb un cost d'uns 8.5 million ℛ ︁ ℳ ︁, Tiefland va ser la pel·lícula en blanc i negre més cara produïda a l'Alemanya nazi. Després del bombardeig dels estudis Babelsberg de Berlín, es van utilitzar els estudis Barrandov de Praga per continuar la feina, i quan la guerra va arribar al final, Riefenstahl estava en el procés d'edició i sincronització a Kitzbühel.
Riefenstahl va assumir el paper principal femení de Martha, un pas que no estava previst originalment; tanmateix, no va trobar cap actriu del seu gust disponible en aquell moment, i així ho va fer. El seu últim paper important havia estat una dècada abans. Potser se sentia atreta per interpretar una ballarina, ja que la dansa era la seva vocació artística original. Més tard es va penedir de la decisió, ja que semblava massa gran, segons ella mateixa va relatar. "Quan em vaig veure a la pantalla, em vaig avergonyir. No hi havia cap dubte, estava mal interpretada". Els crítics semblaven estar-hi d'acord: ella tenia més de quaranta anys, mentre que el seu amant va ser interpretat per Franz Eichberger, de 23 anys.
Bernhard Minetti va interpretar Sebastià. Arnold Fanck, Veit Harlan i Georg Wilhelm Pabst van donar assistència de direcció en un moment o altre. Harald Reinl, que va coescriure el guió, va coreografiar la seva escena de ball. Herbert Windt i Giuseppe Becce van treballar en la partitura musical, inspirada en l'òpera d'Eugen d'Albert. El treball de càmera va proporcionar posteriorment plans de la natura de les muntanyes Karwendel i Dolomites, que van ser ben rebuts. L'escena de lluita d'Eichberger amb el llop, que només és mig domesticat, va ser supervisada per Bernhard Grzimek.
Després de la guerra, la pel·lícula va ser confiscada i guardada per les autoritats franceses durant diversos anys, però finalment li va ser retornada. Faltaven quatre rodets de pel·lícula quan Riefenstahl va rebre la pel·lícula, en particular les escenes rodades a Espanya. Malgrat els esforços, no va aconseguir recuperar el metratge que faltava. Després del seu muntatge final, la pel·lícula es va estrenar el 1954.
Riefenstahl va dipositar una quantitat de material de Tiefland no utilitzat al Bundesarchiv, l'arxiu nacional alemany.

## Llançament
La pel·lícula va aconseguir acords de distribució per a Alemanya, Àustria i els Estats Units el 1954. L'estrena mundial va tenir lloc l'11 de febrer de 1954 a Stuttgart. Riefenstahl va emprendre una gira d'aparicions personals per Àustria en suport de la pel·lícula. Va descriure la gira com "un èxit rotund". La pel·lícula també es va projectar en diversos festivals de cinema. Això va incloure el Festival de Cinema de Cannes de 1954, on es va projectar a la categoria "fora de competició". El 1981, la pel·lícula es va estrenar als Estats Units amb una tirada limitada. Quan Riefenstahl tenia noranta anys, va negociar el llançament en VHS com a part de la Col·lecció Leni Riefenstahl. La versió en DVD del 2006 conté un assaig de Luc Deneulin sobre els antecedents de la pel·lícula.

## Recepció
La pel·lícula es va estrenar amb reaccions i crítiques diverses. Riefenstahl la va considerar "objectiva". Alguns crítics  va pensar que l'estil i el tema de la pel·lícula semblaven antiquats i fora de lloc, i la càrrega del seu nom la feia poc desitjada. La majoria va ignorar la seva actuació, tot i que els que van comentar això van reconèixer com una actuació fluixa. La majoria dels crítics van reconèixer els efectes fotogràfics com un mèrit a la seva direcció.
Jean Cocteau, aleshores president del Festival de Cinema de Cannes de 1954, va quedar impressionat per la seva "intensitat a la breugheliana" i "la poesia de la càmera". Es va oferir a proporcionar ell mateix subtítols en francès i va intentar persuadir el govern de l'Alemanya Occidental perquè fes que la pel·lícula fes la seva entrada oficial.
En la reestrena americana de 1981, el New York Times va fer una crítica de la pel·lícula i va decidir que les escenes del poble podrien haver tingut més èxit, però va elogiar les imatges de la muntanya:
| « | (anglès) The shepherd lives high in the mountains. This affords Miss Riefenstahl the opportunity, in her directorial capacity, to film mists and babbling brooks with a grace that recalls Olympia. | (català) El pastor viu a les muntanyes. Això li dóna a la senyoreta Riefenstahl l'oportunitat, en la seva capacitat de directora, de filmar boires i rierols murmurant amb una gràcia que recorda "Olympia". | » |

La visió revisionista dels anys noranta ha suggerit que la pel·lícula és una crítica del nazisme. Els historiadors han afirmat que el veritable valor de la pel·lícula rau en la psicobiografia, destacant la pel·lícula com una al·legoria política més que no pas com un melodrama. Sebastià representa un govern totalitari que trepitja els drets i les necessitats del poble, mentre que Pere és un heroi "ingenu" i apolític, que només fa el que creu que és correcte. Fins i tot el llop es podria interpretar com una al·legoria d'⁣Adolf Hitler. Riefenstahl va insistir que cap de les seves pel·lícules tenia missatges polítics, i només va admetre que aquesta pel·lícula era la seva "emigració interior". Altres interpretacions van veure el marquès com una representació d'una figura de Hitler, Martha com un substitut d'una Leni penedida, una desafortunada temptativa per l'oportunisme.

## Controvèrsia
El 1940, el rodatge de la pel·lícula es va traslladar d'⁣Espanya a Alemanya i Itàlia . A les Dolomites, es va reclutar gent de Sarntal com a extres (remunerats). Tanmateix, per als extres amb un "aspecte gitano" específic, Riefenstahl va triar nens i adults d'origen gitano i sinti que van ser retinguts en camps de concentració nazis, els anomenats "Zigeunerlager". Cinquanta-un presoners gitanos i sinti van ser escollits del camp de Maxglan-Leopoldskron (prop de Salzburg) per filmar als Alps el 1940, i, el 1942, almenys 66 presoners gitanos i sinti van ser trets del camp de Marzahn per a escenes a Babelsberg. Aquests extres es veuen, per exemple, a la seqüència de ball a la taverna, i nens sinti corren al costat de Pedro quan baixa de la muntanya per casar-se amb Martha.
En tres judicis de desnazificació després de la guerra, Riefenstahl va ser acusada de col·laboració nazi i finalment qualificada de "companya de viatge"; tanmateix, no es va demanar a cap dels sintis que testifiqués. El tema va sorgir després que la revista alemanya Revue publiqués l'ús d'aquests extres el 1949 i indiqués que eren treballs forçats i enviats més tard a Auschwitz, on molts d'ells van morir a l'⁣Holocaust. Mentre que alguns dels sintis supervivents van afirmar que van ser maltractats, d'altres no hi van estar d'acord. Riefenstahl va afirmar que va tractar bé aquests extres i que no sabia que serien enviats a Auschwitz. En un moment donat, fins i tot va insistir que, després de la guerra, havia vist "tots els gitanos" que havien treballat a la pel·lícula.
El 1982, Nina Gladitz va produir un documental, Zeit des Schweigens und der Dunkelheit (Temps de foscor i silenci), i va examinar l'ús d'aquests sintis en la realització de Tiefland. Posteriorment, Riefenstahl va demandar Gladitz per difamació i, tot i que es va demostrar que va visitar camps i va seleccionar sintis per a extres, l'afirmació de Gladitz que Riefenstahl sabia que serien enviats a Auschwitz va haver de ser eliminada del documental. Gladitz, però, es va negar a fer-ho i, per tant, la seva pel·lícula no s'ha projectat des de llavors.
El tema va tornar a sorgir el 2002, quan Riefenstahl tenia cent anys. Un grup de romanís la va portar als tribunals per negar l'⁣extermini dels romanís. A conseqüència del cas, Riefenstahl va demanar disculpes: "Lamento que els sinti i els romanís haguessin de patir durant el període del nacionalsocialisme. Avui se sap que molts d'ells van ser assassinats en camps de concentració".

## Influència
Robert von Dassanowsky indicà que la pel·lícula Titanic de James Cameron feu ressò i fins i tot copià molt del que es pot trobar a Tiefland. L'escenari, és clar, és diferent, però la dona és temptada, d'una banda, pel poder i les riqueses, i de l'altra banda pel personatge home-nen que ofereix el veritable amor. Dassanowsky veié forts paral·lelismes en les escenes clau d'ambdues pel·lícules.
Al documental Riefenstahl de l'any 2024, es fa referència a la pel·lícula Tiefland i a la polèmica pel descobriment de Gladitz i els presos gitanos i sintis extrets de camps de concentració nazis.